# Ampelosycios
Ampelosycios là một chi thực vật có hoa trong họ Cucurbitaceae.

## Loài
Chi Ampelosycios gồm các loài: